# Miguel Durán Campos
Miguel Durán Campos   (Azuaga, 2 de juliol de 1955) és un advocat i empresari espanyol.

## Biografia
Cec, a l'edat d'11 anys es trasllada amb la seva família a la localitat de Sant Boi de Llobregat. Als 21 anys va iniciar la seva activitat professional com a impressor de braille. Llicenciat en Dret per la Universitat Central de Barcelona, va obrir un bufet especialitzat en dret matrimonial i fiscal, accedint més tard al càrrec de delegat territorial de l'Organització Nacional de Cecs d'Espanya a Catalunya. Des del 5 juny de 1986 va començar a dirigir l'Organització.
Quan el 1990 es van concedir llicències de televisió privada i l'ONCE es va convertir en accionista de Telecinco, fou nomenat president de la cadena. Va compatibilitzar les dos ocupacions fins al febrer de 1993, amb el de president d'Onda Cero, cadena de ràdio igualment participada en aquelles dates per l'ONCE. Durant aquest temps va participar en el programa Este pais necesita un repaso (1993-1994).
El 13 de setembre de 1993 va dimitir com a director general de l'ONCE. Al llarg de la seva gestió va diversificar l'activitat amb inversions en el camp de la comunicació (a més de Telecinco i Onda Cero, l'Agència Servimedia i els diaris L'independent i Diari de Barcelona ). El 15 maig de 1996 va ser rellevat com a President de Telecinco, després de l'adquisició del 25% de l'accionariat per part del Grupo Correo, sent substituït per Alejandro Echevarría.
El 1995 va presidir Hipódromo de Madrid, SA, societat gestora de l'Hipódromo de la Zarzuela, amb l'objectiu de rellançar la Quiniela Hípica. Nomenat assessor de Recreativos Franco, empresa de màquines escurabutxaques, entre 1995 i 2009 va ser secretari general de l'Associació d'Empresaris de Màquines Recreatives.
El 1998, va ser imputat pel jutge Baltasar Garzón per un presumpte delicte fiscal i d'apropiació indeguda durant el seu mandat al capdavant de Telecinco. Però l'Audiència Nacional en sentència del 19 d'abril de 2007 el va absoldre.
En els anys 2000 va liderar la Plataforma Unitària de Encuentro para a la Democratización de la ONCE (PUC), un moviment crític amb la direcció de la ONCE, en mans del grup Unitad Progresista (UP). Va concórrer a les eleccions internes de l'organització el 2007, on va obtenir el 8% dels vots, davant del 87% d'UP.
El 2006, al costat del seu nebot Miguel Ángel Durán, va obrir el despatx d'advocats Durán & Durán Abogados, dedicat a la defensa judicial d'afectats pel frau de les preferents, del Banco Popular i de Pablo Crespo al Cas Gürtel.